# 콰이교 (취리히)
콰이교(독일어: Quaibrücke)는 스위스 취리히시에 있는 취리히호의 유출구에 있는 리마트강을 가로지르는 도로, 트램웨이, 보행자와 자전거 다리이다. 그것은 1881년과 1887년 사이에 취리히의 새로운 부두 건설과 동시에 지어졌다.

## 지리
콰이교는 취리히 호수의 유출구에 위치하고 있으며, 뷔르클리 광장과 벨뷰 광장을 연결하므로 호수의 왼쪽(또는 서쪽) 해안과 오른쪽(또는 동쪽) 해안을 연결한다. 트램 2, 5, 8, 9, 11번 노선과 귀상장군콰이와 우토콰이 사이의 도로 교통의 분기점이다.

## 역사

### 1880-1884
콰이교는 1860년 취리히에서 임명된 도시 기술자인 아놀드 뷔르클리(1833-1894)의 관리하에 1880년에서 1884년 사이에 건립되었다. 1893 취리히는 11개의 인접 지자체를 포함하여 확장되었다.
1873년 5월 18일 시의회(의회)는 다수결로 콰이교 건설을 승인했다. 1881년 9월 4일 투표에서 Enge (왼쪽, 서쪽 해안), 리스바흐(오른쪽, 동쪽 해안) 및 취리히의 지자체는 융자 대출을 승인했다. 프로젝트 계획 작업에 대한 입찰 절차의 결과, 1881년 9월 5일에 4개의 제출된 제안이 공개되었다. 지정된 지역의 취리히 호수 바닥의 탐사선이 그것이 층으로 덮여 있음이 밝혀지면서 사질양토 퇴적물 위의 진흙에서 교량의 제안된 말뚝 기초가 결정적인 요인이었다. 아놀드 뷔르클리의 제안은 바젤(나중에 바슬러 한델스방크로 알려지고, 궁극적으로 UBS AG의 전신으로 알려짐)에 "Neue Börse"를 구축하기 위해 구현된 솔루션에서 영감을 받았다. 1882년 3월 18일 프랑크푸르트의 플리프 홀츠만 & Cie, 포르츠하임의 게브뤼더 벤키저와 공동으로 취리히 건축가 에밀 슈미드-케레츠에게 계약이 체결되었다. 프로젝트 그룹은 폭 20m의 교량(차도 12m, 보행로 4m)의 건설 공사를 완료하기 위해 착수했다. 양측 CHF 860,000.00 지불에 대해 1883년 7월 15일 또는 그 이전.
콰이교는 취리히 호수의 두 기슭에 우토콰이와 귀상장군콰이와 동시에 건설되었지만, 다리는 반년 전에 완성되었다. 다리가 리마트강의 교통을 차단했기 때문에 취리히호 해운의 선착장은 바우센츨리섬에서 현재의 뷔르클리테라스로 옮겨져야 했다.

### 1930년대 ~ 1940년대
1932년에 노면이 리뉴얼되었다. 1939년 스위스 국립 박람회와 예상되는 교통량 증가를 고려하여 시의회는 벨뷰 광장과 콰이교를 추가로 개발할 계획을 세우고 1939년 다리 너비를 28.5미터로 늘렸다.
제2차 세계대전에서 독일이 폴란드를 침공했을 때 그리고 취리히 호숫가의 일부로 두 개의 기관총 벙커가 1940년대에 건설되었으며, 리마트콰이와 뷔르클리테라스의 원래 위치에 여전히 보존되어 있다. 뷔리클리 광장의 건설은 Stadtkommando Zürich (Zurich City Commando)가 콰이교 벽에 콘크리트 기관총 스탠드로 설계했으며, 1940년 5월과 6월에 건립되었다. 배틀룸("Kampfräume")이 나란히 늘어서 있다. 5개의 Kampfräume의 배치와 취리히 중심부의 중앙 위치로 인해 벙커는 5개의 침실 빌라(5-Zimmer-Villa)라는 별명을 얻었다. 2004년 3월에 사이트의 기밀이 해제되었다.

### 1983-1984

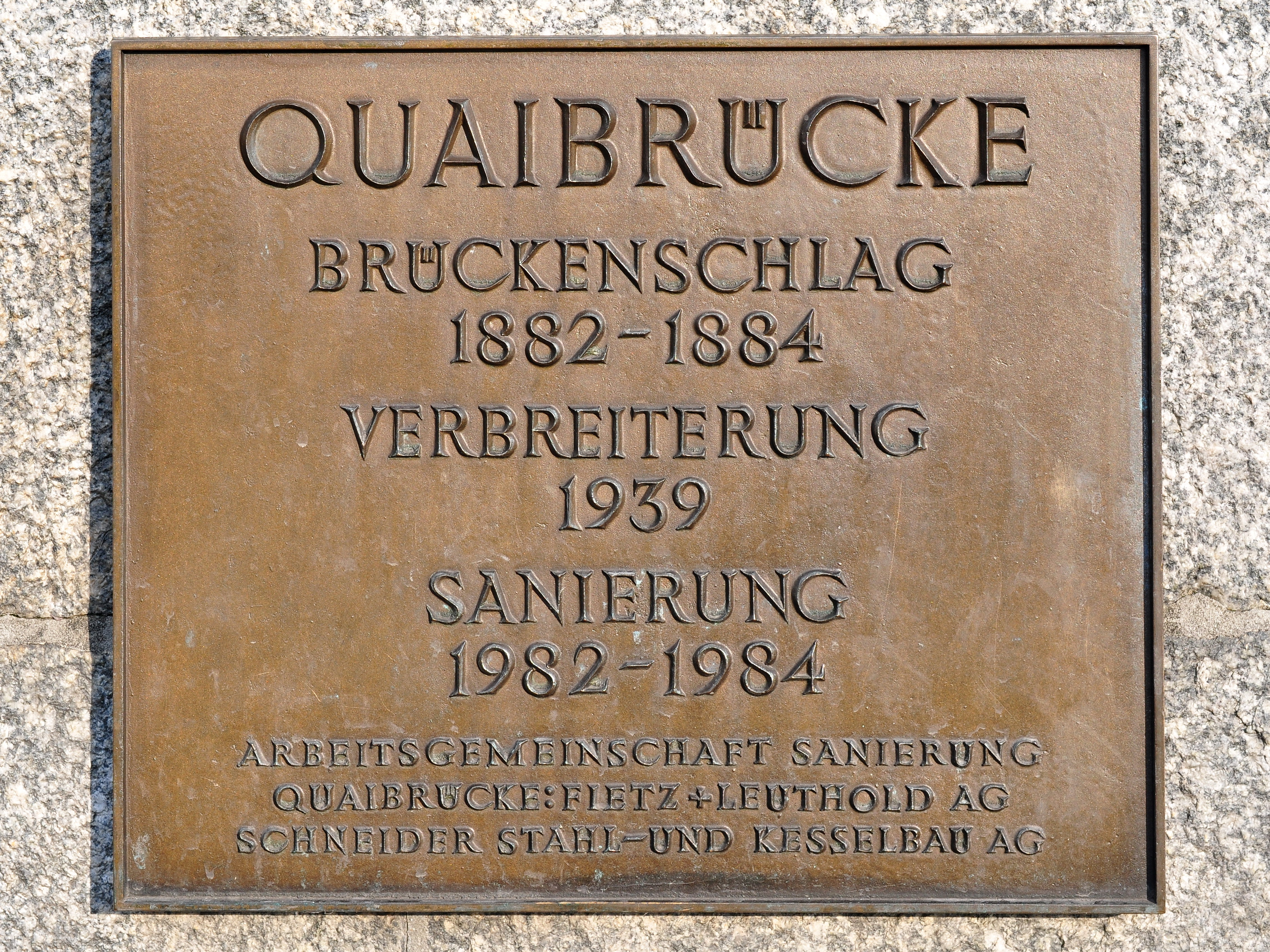
콰이교의 기념 패널

급격히 증가하는 유지 보수 비용으로 인해 원래 건설은 1984년에 교체되어야 했으며, 1983년과 1984년 사이에 기존 교량과 평행하게 강철 거더에 새로운 교량이 건설되었다. 1984년 3월 16/17일 주말 호수의 철골보와 기둥 위에 노후 건축물을 옮기고 기존 건축물을 옮기고 콘크리트 슬라브로 교체하는 데 총 15시간이 걸렸다. 건설 비용은 총 1,800만 CHF에 달했고 다리 폭은 그때부터 30.5미터로 측정되었다. 오래된 다리를 보행자 구역으로 재설계하려는 계획은 거부되었다.

### 2015
2015년 4월과 11월 사이에 기존 콤비네이션 마스트(조명기둥과 가이 마스트)를 이동하고, 사용할 공간을 확보하기 위해 다리 양쪽에 50cm 너비의 강철 구조물을 추가하여 보행자 및 자전거 도로의 추가 보수 작업이 완료되었다.